# IC 2758
IC 2758 ist eine linsenförmige Galaxie vom Hubble-Typ S0/a? im Sternbild Löwe auf der Ekliptik. Sie ist schätzungsweise 270 Millionen Lichtjahre von der Milchstraße entfernt.
Das Objekt wurde am 27. März 1906 von Max Wolf entdeckt.